# Punta Mercedes
La punta Mercedes es un accidente geográfico costero ubicado en el departamento Deseado en la provincia de Santa Cruz (Argentina), más específicamente en la posición  48°23′59″S 66°28′15″O / -48.39972, -66.47083. Representa el extremo sur de la bahía Laura y de la Reserva Natural Provincial Intangible Bahía Laura. La altura máxima de la punta se registra en el morro Campana con aproximadamente 24 metros sobre el nivel del mar.

## Geomorfología

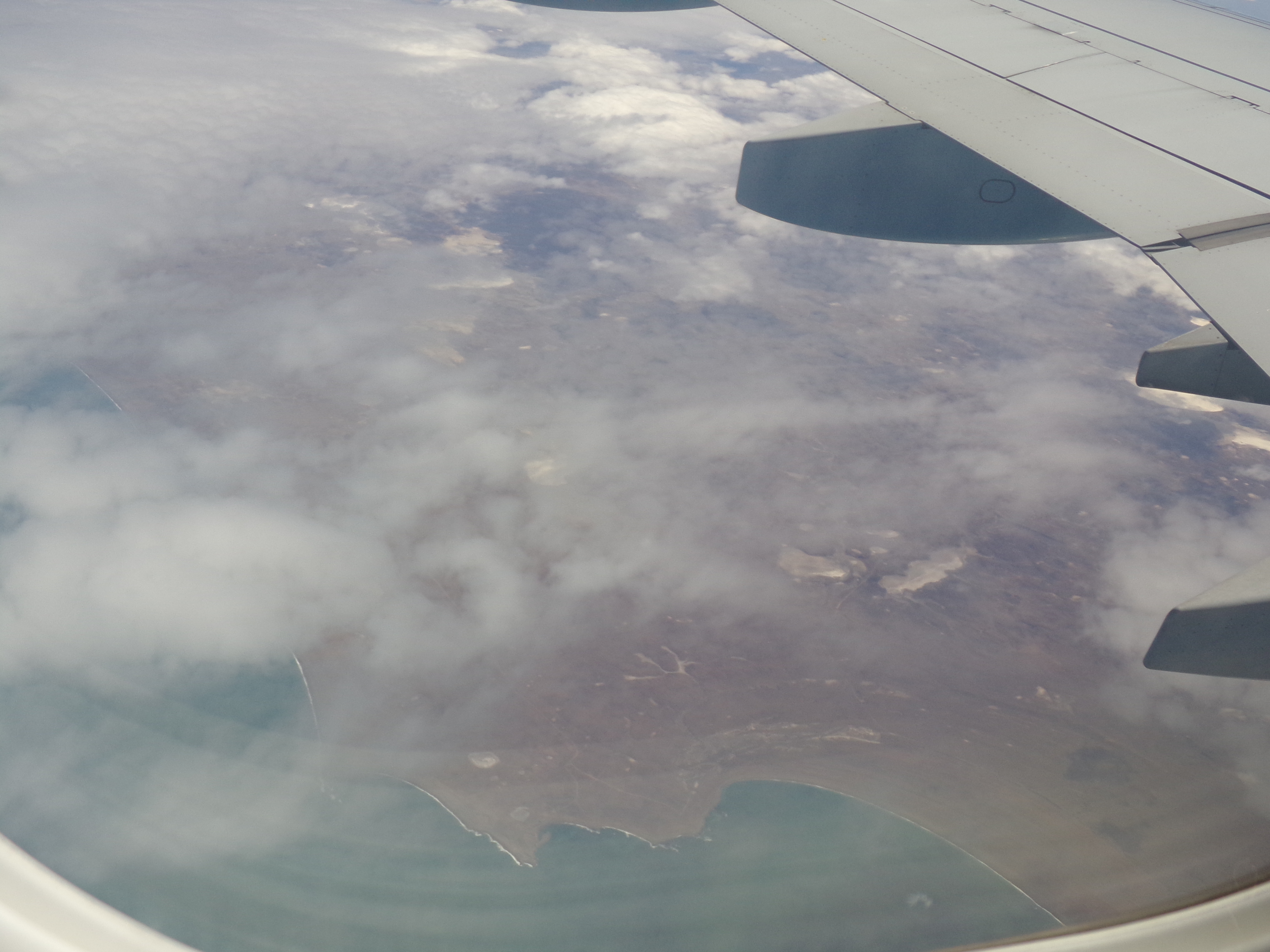
Vista aérea del sector sur de la bahía Laura con la punta Mercedes (parte inferior de la foto).

La punta está constituida por afloramientos rocosos porfíricos de la formación Bahía Laura, los cuales se hallan parcialmente cubiertos por sedimentos de origen holocénico, en especial en su cara sur. La cara norte constituye un paredón rocoso a pique con el mar. Hacia el este existe una pequeña laguna temporaria.

## Historia
En las cercanías, a pocas centenas de metros al norte, existió un poblado llamado Bahía Laura, el cual llegó a tener hasta 25 casas. Sin embargo, debido a múltiples causas, el mismo no prosperó y quedó deshabitado durante la década de 1950.

## Faro Campana

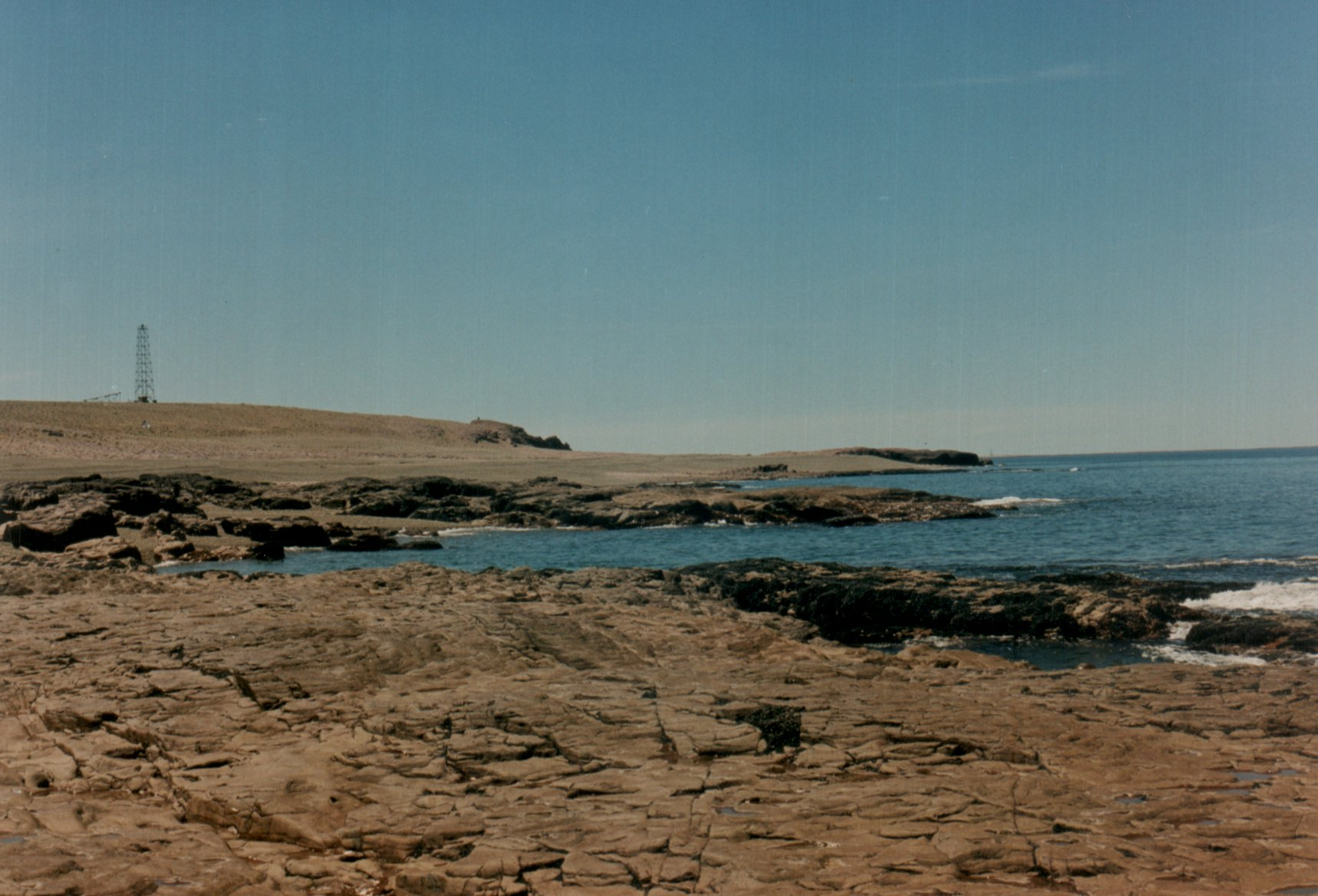
Vista de Punta Mercedes y Faro Campana desde el norte (foto tomada en enero de 1999).

Al norte de la punta, en su punto más alto se encuentra el faro Campana, un faro no habitado de la Marina Argentina. Este faro, al igual que el faro Cabo Guardián (ubicado en el extremo norte de Bahía Laura) fue construido con la finalidad de señalar la posición de la roca Bellaco, la cual es de gran peligrosidad para la navegación en la zona.
El faro tiene una altura total de 50 metros sobre el nivel del mar, de los cuales 26 corresponden a la estructura del faro. La estructura original, construida en el año 1928, fue reemplazada en el año 1974 por una nueva torre.

## Reserva natural
La zona de punta Mercedes está protegida por la Reserva Natural Provincial Intangible Bahía Laura, la que comprende el territorio entre Cabo Guardián por el norte y Punta Mercedes como extremo sur. Se pueden observar gran cantidad de aves marinas como patos vapor, patos crestones y chorlitos de rabadillas blancas. Aquí también conviven una colonia de cormoranes de cuello negro y otra de gaviotas cocineras. Esporádicamente en la reserva también es posible observar otras especies de aves, como cormorán cuello negro, cormorán gris y biguá. También nidifican la skúa chileno, skúa antártico, ostrero negro y ostrero común. También existen bosques submareales de cachiyuyo (Macrocystis pyrifera).